# Carla Guelfenbein

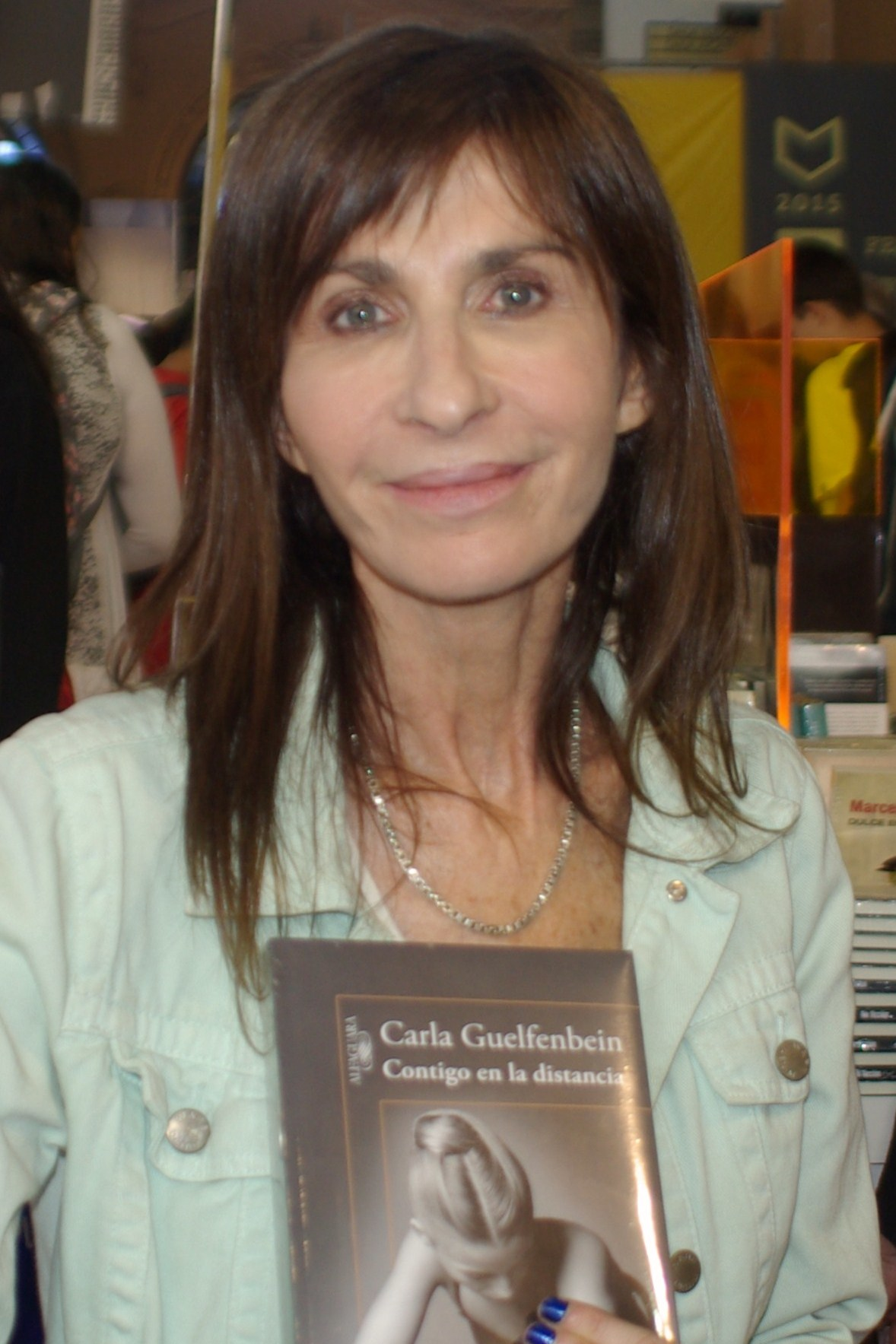
Carla Guelfenbein

Carla Guelfenbein (* 1959 in Santiago de Chile) ist eine chilenische Schriftstellerin und Drehbuchautorin.

## Leben
Carla Guelfenbein wurde 1959 in Santiago de Chile geboren. Zusammen mit ihrer Familie ging sie 1976 nach England, weil sie in Opposition zum Regime Augusto Pinochets zunehmend unter Druck geriet. In Essex studierte Carla Guelfenbein Biologie und Design. Heute lebt sie wieder in ihrer chilenischen Heimat, wo sie zunächst in der Werbung arbeitete und die Ressorts Kunst und Mode bei der Zeitschrift Elle übernahm. Guelfenbeins zweiter Roman (Die Frau unseres Lebens) war in Chile 2005 Buch des Jahres und monatelang die Nummer eins der Bestsellerlisten.

## Werke
- 2003: El revés del alma.
- 2005: La mujer de mi vida.
  - Dt. Übersetzung von Thomas Brovot: Die Frau unseres Lebens. Roman. Insel, Frankfurt am Main 2008.[1]
- 2008: El resto es silencio.[2]
  - Dt. Übersetzung von Svenja Becker: Der Rest ist Schweigen. S. Fischer, Frankfurt am Main 2010, ISBN 978-3-596-18628-0.
- 2012: Nadar desnudas.
  - Dt. Übersetzung von Angelica Ammar: Nackt schwimmen. S. Fischer, Frankfurt am Main 2012, ISBN 978-3-10-027826-5.
- 2015: Contigo en la distancia (Premio Alfaguara)
  - Dt. Übersetzung von Angelica Ammar: Stumme Herzen. S. Fischer, Frankfurt am Main 2017, ISBN 978-3-10-397237-5.